# Dennis Christopher
Dennis Christopher, właściwie Dennis Carrelli  (ur. 2 grudnia 1955 w Filadelfii w stanie Pensylwania) – amerykański aktor teatralny, filmowy i telewizyjny.

## Filmografia

### Filmy fabularne
- 1972: Rzym (Roma) jako Hippie
- 1977: Trzy kobiety (3 Women) jako dostawca sody
- 1978: Dzień weselny (A Wedding) jako Hughie Brenner
- 1979: Uciekać (Breaking Away) jako Dave Stoller
- 1981: Rydwany ognia (Chariots of Fire) jako Charles Paddock
- 2012: Django (Django Unchained) jako Leonide Moguy
- 2013: Labirynt (Prisoners) jako pan Jones

### Seriale TV
- 1985: Na wariackich papierach (Moonlighting) jako Benjamin Wylie
- 1986: Cagney i Lacey (Cagney & Lacey) jako dr Stanley
- 1986: McCall (The Equalizer) jako ks. Nicholas Kostmayer
- 1988: Przyjaciele (Friends) jako John
- 1989: Matlock jako Noel Bishop
- 1993: Napisała: Morderstwo (Murder, She Wrote) jako Lyman Taggart / dr Henry Carlson
- 1994: Zagadki Cosby’ego (The Cosby Mysteries) jako Eric Humbold
- 2001: Roswell: W kręgu tajemnic jako Bobby Dupree
- 2001: Sprawiedliwość na 18 kołach (18 Wheels of Justice)
- 2002: Star Trek: Enterprise jako Danik
- 2002: Jordan w akcji jako Charles Rutledge
- 2003: Prawo i porządek: Zbrodniczy zamiar jako Roger Coffman
- 2004: Anioł ciemności jako Cyvus Vail
- 2004: Nowojorscy gliniarze jako
- 2006: Deadwood jako Bellegarde
- 2006: Zagubiony pokój (The Lost Room) jako dr Martin Ruber
- 2007: CSI: Kryminalne zagadki Las Vegas jako Richard Dorsey
- 2008: Zabójcze umysły jako Abner Merriman
- 2013: Pułapki umysłu (Perception) jako Fred Gorman